# 포스텍스
포스텍스 주식회사(フォスター電機株式会社, 영어: Foster Electric Company, Limited)는 각종 음향기기 전문 기업이다.